# (32489) 2000 UG17
2000 UG17 (asteroide 32489) é um asteroide da cintura principal. Possui uma excentricidade de 0.03217780 e uma inclinação de 10.16357º.
Este asteroide foi descoberto no dia 24 de outubro de 2000 por LINEAR em Socorro.